# Mondial de l'Automobile 2004

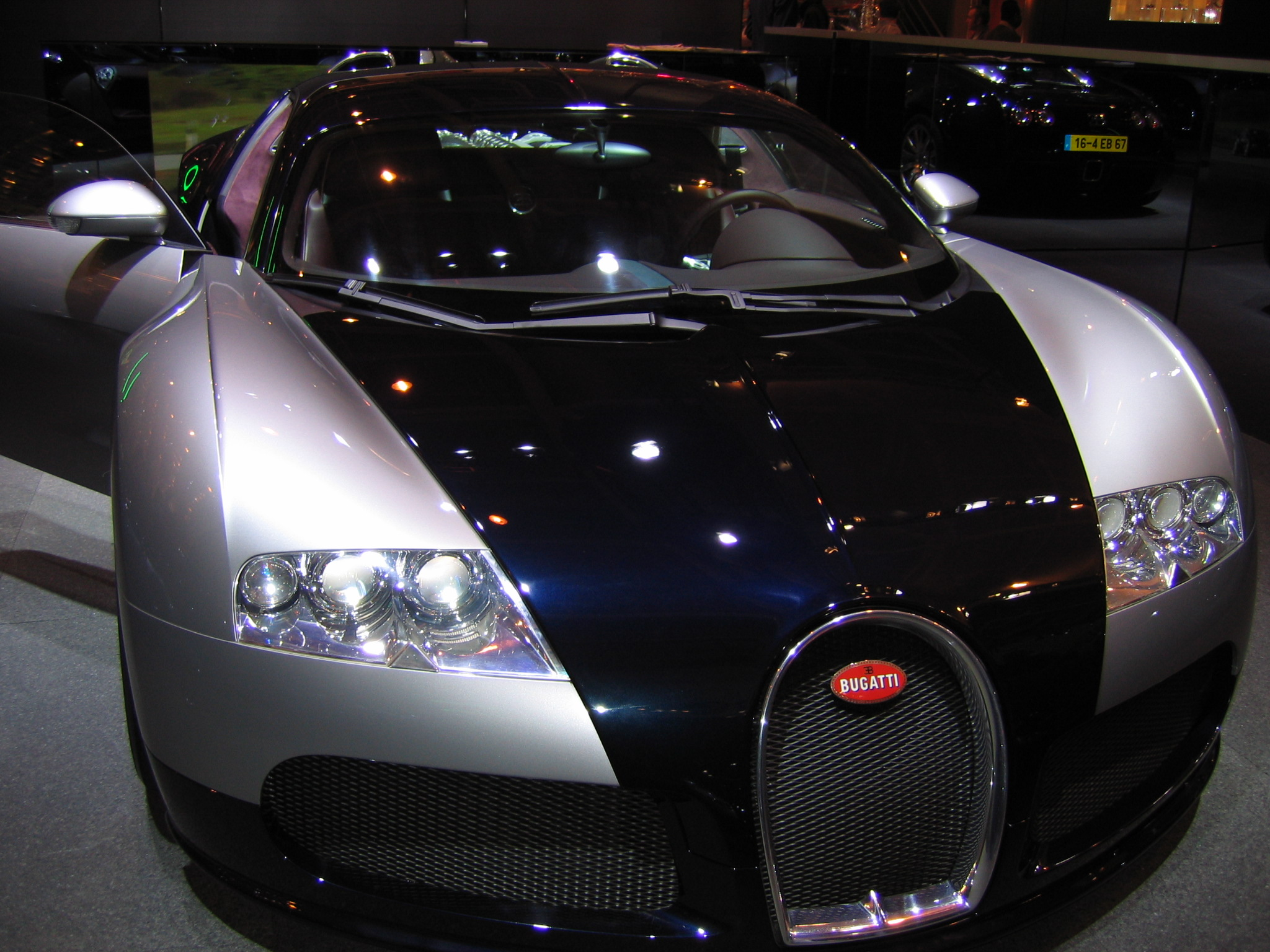
De Bugatti Veyron EB16.4

De Mondial de l'Automobile 2004 is de editie in 2004 van het tweejaarlijks autosalon Mondial de l'Automobile. Het vond plaats van 25 september tot 10 oktober. Net als elke andere editie ging het autosalon door in het Franse Parijs.
De Bugatti Veyron EB16.4 was een van de spraakmakers. Ook de Mercedes-Benz SLR McLaren en de Ferrari F430 werden er voorgesteld.

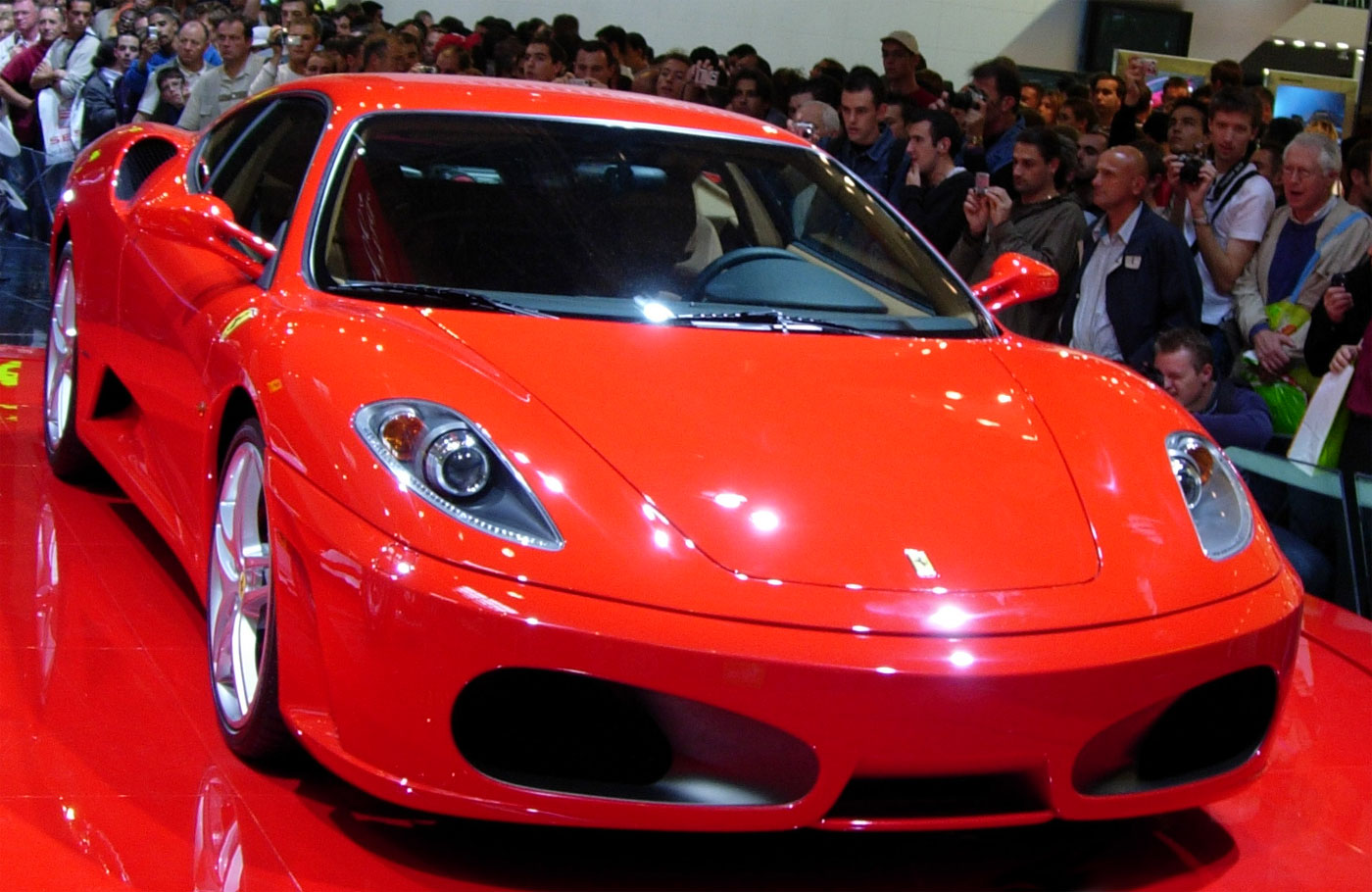
De Ferrari 430, in het autosalon